# Wow (케이트 부시의 노래)
‘Wow’는 잉글랜드의 싱어송라이터 케이트 부시의 노래로 1978년 EMI 레코드를 통해 발매한 정규 2집 “Lionheart”에 수록되어 있다. 1979년 3월 5일 음반의 두 번째 싱글로 나왔으며, 영국 싱글 차트에서 14위를 기록하였다.
부시는 1979년 KBC 팬 클럽 잡지에서 "‘Wow’는 음악 산업에 관한 노래이다"라고 밝히면서 "록 음악 뿐만 아니라 전반적인 연예계도 마찬가지이다. 이 노래는 내가 핑크 플로이드의 노래처럼 무언가 멍한 느낌의 노래를 쓰기 위해 앉았을 때 만들어졌다."라고 언급하였다.
BBC는 ‘Wow’의 선정성을 이유로 뮤직 비디오를 검열하였는데, 이는 바세린이 한때 성적으로 사용되는 윤활제로 사용되었던 시기에 "he's too busy hitting the Vaseline"이라는 가사와 함께 엉덩이를 쓰다듬는 장면이 나왔기 때문이다.

## 배경
유럽에서 발매된 ‘Wow’의 싱글에서는 신시사이저로 내는 첫 12초가 제가되었으며, 브라질과 캐나다에선 정규 음반에 실린 버전을 그대로 사용하였다. 캐나다에서 나온 싱글은 독특한 슬리브와 투명한 노란색 바이닐에 압축되어 있었다. 이후 캐나다의 RPM 매거진이 조사하는 캐나다 어덜트 컨템퍼러리 싱글 차트에서 어느 정도 히트를 기록하였다.
영국에서는 1979년 3월 9일 발매되었고, 영국 싱글 차트 14위를 기록하였으며, 10주 동안 차트에 머물렀다. 이는 몇 달 전 싱글로 발매하였으나 최고 순위 44위를 기록한 이전 싱글 ‘Hammer Horror’의 성적을 만회하게 해주었다. 부시가 어두운 스튜디오에서 노래를 공연하는 모습을 보여주다 코러스가 진행되는 동안에는 스포트라이트를 받는 내용의 뮤직 비디오를 촬영하였다. 또한 2집 음반 발매 즈음, 부시는 첫 라이브 콘서트를 시작하였다. 콘서트 투어와 싱글의 발매로 부시의 2집 음반은 몇 주 동안 20위권에 재진입하는 등 영국 음반 차트에서 재조명 받았다. 한편 아일랜드에서도 노래가 히트하면서 17위까지 진입하였다. 코미디언 페이스 브라운은 자신의 쇼에서 ‘Wow’를 패러디하기도 하였다. 2012년, 가디언은 ‘Wow’를 “Lionheart” 음반의 하이라이트라고 표현하였다.

## 발매
‘Wow’는 1979년 3월 5일 발매되었다.
1986년에 발매된 컴필레이션 음반 “The Whole Story”에도 ‘Wow’가 수록되었다. 비디오 컴필레이션에서는 부시가 라이브로 공연하는 모습을 담고 있는 영상이 제작되었다.
2002년, 록스타 노스의 비디오 게임 그랜드 테프트 오토: 바이스 시티에 등장하였다. 파워 발라드 라디오 방송국인 Emotion 98.3에서 나왔지만, 10주년 기념판에는 나오지 않았다.

## 트랙 리스트
모든 트랙은 케이트 부시가 작곡했다.
7" 바이닐
1. "Wow" (edited version) – 3:46
2. "Fullhouse" – 3:13

## 참여진
음악가
- 찰리 모건 – 드럼
- 브라이언 베스 – 기타
- 델 팔머 – 베이스
- 이언 베언슨 – 일렉트릭 기타
- 패디 부시 – 맨돌린
- 케이트 부시 –  보컬, 하모니 보컬, 피아노
- 던컨 맥케이 – 신시사이저

프로듀싱
- 앤드류 파월 – 프로듀서
- 케이트 부시 – 보조 프로듀서
- 패트릭 조너드 – 보조 엔지니어
- 데이비드 캐츠 – 오케스트라 지휘
- 존 켈리 – 레코딩 엔지니어
- 나이절 월커 – 보조 엔지니어, 믹싱, 믹싱 보조

## 차트
| 차트 (1979)                   | 최고 순위 |
| ----------------------------- | --------- |
| 캐나다 어덜트 컨템퍼러리 (RPM | 28        |
| 아이리시 싱글 차트            | 17        |
| 영국 싱글 (OCC)               | 14        |

## 커버
- 재즈 가수 리자 리는 2009년 자신의 음반 “Anima”에서 ‘Wow’를 커버하였다. 리는 이후 음반의 수익을 여성의 건강과 관련된 비영리 단체에 기부하였다.[11]